# Aeroportul Internațional Guaraní
Aeroportul Internațional Guaraní (IATA: AGT, ICAO: SGES) este un aeroport din Alto Paraná Department⁠(d), Paraguay ce deservește zona Área Metropolitana de Ciudad del Este⁠(d). Aeroportul a fost tranzitat în 2022 de 7.952 de pasageri. A fost deschis în 1993.
Situat la o altitudine de 258 m, aeroportul dispune de o singură pistă.